# Distretto di Dila
Il distretto di Dila è un distretto dell'Afghanistan appartenente alla provincia della Paktika.